# Capo Bridgman
Capo Bridgman è la punta di un promontorio del Mare di Wandel, nell'Oceano Artico, a Nord-Est della Groenlandia.
Il punto si trova nell'estremità più a Nord della Groenlandia è stato così denominato da Robert Peary in riconoscimento dell'opera organizzativa dell'esploratore e giornalista americano Herbert L. Bridgman, membro effettivo del Peary Arctic Club di New York.

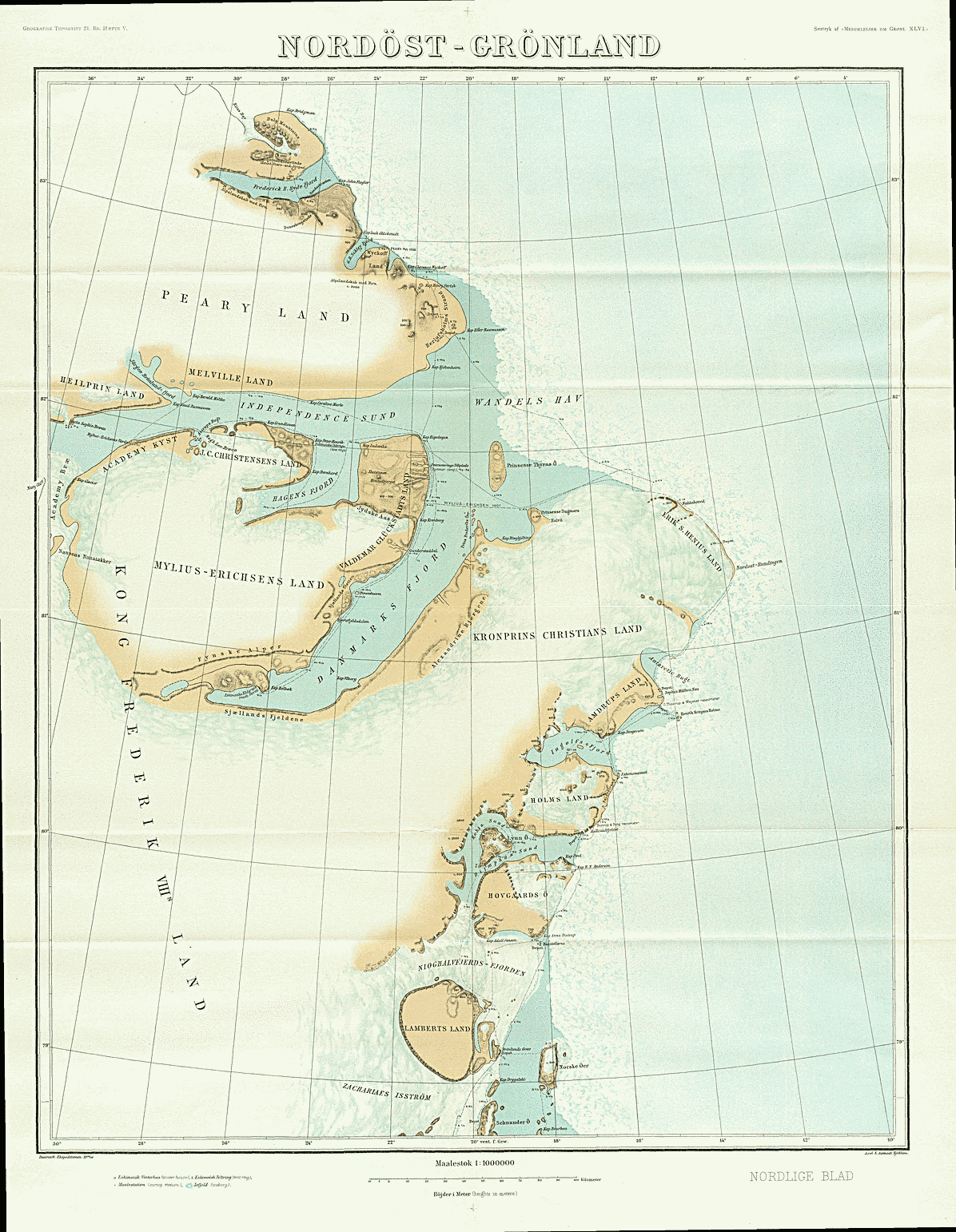
1911 J.P. Koch - Nord-Est della Groenlandia; Mappa delle esplorazioni più a Nord.

Capo Bridgman si trova sul lato settentrionale della foce del Frederick E. Hyde Fjord, nella Terra di Peary. 
Amministrativamente oggi fa parte del Parco nazionale della Groenlandia nordorientale.
Nel 1900 questo promontorio rappresentava l'area di esplorazione geografica più accurata che la spedizione di Robert Peary effettuò nel nord della Groenlandia, poiché più a sud incontrò una densa nebbia.
Nel 1907 Capo Bridgman divenne un importante punto di riferimento per la spedizione danese che per la prima volta mappò l'area sconosciuta a Sud ed a Sud-Est del promontorio, nonché parte della catena del Daly, che si innalzava ad ovest sopra la pianura.
A Capo Bridgman è presente una importante stazione meteorologica.

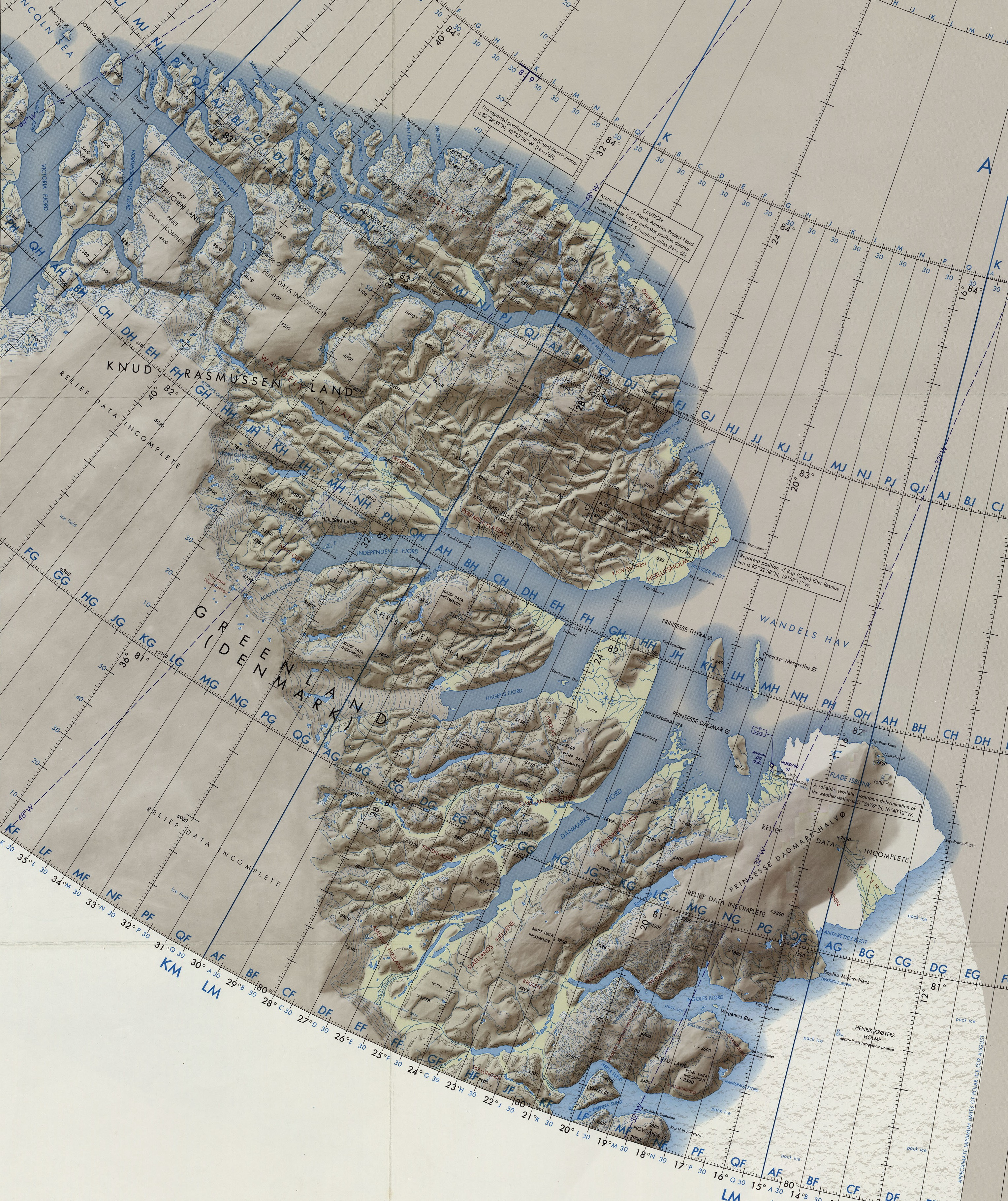
Sezione Mappale del NE della Groenlandia